# Crédito refaccionario

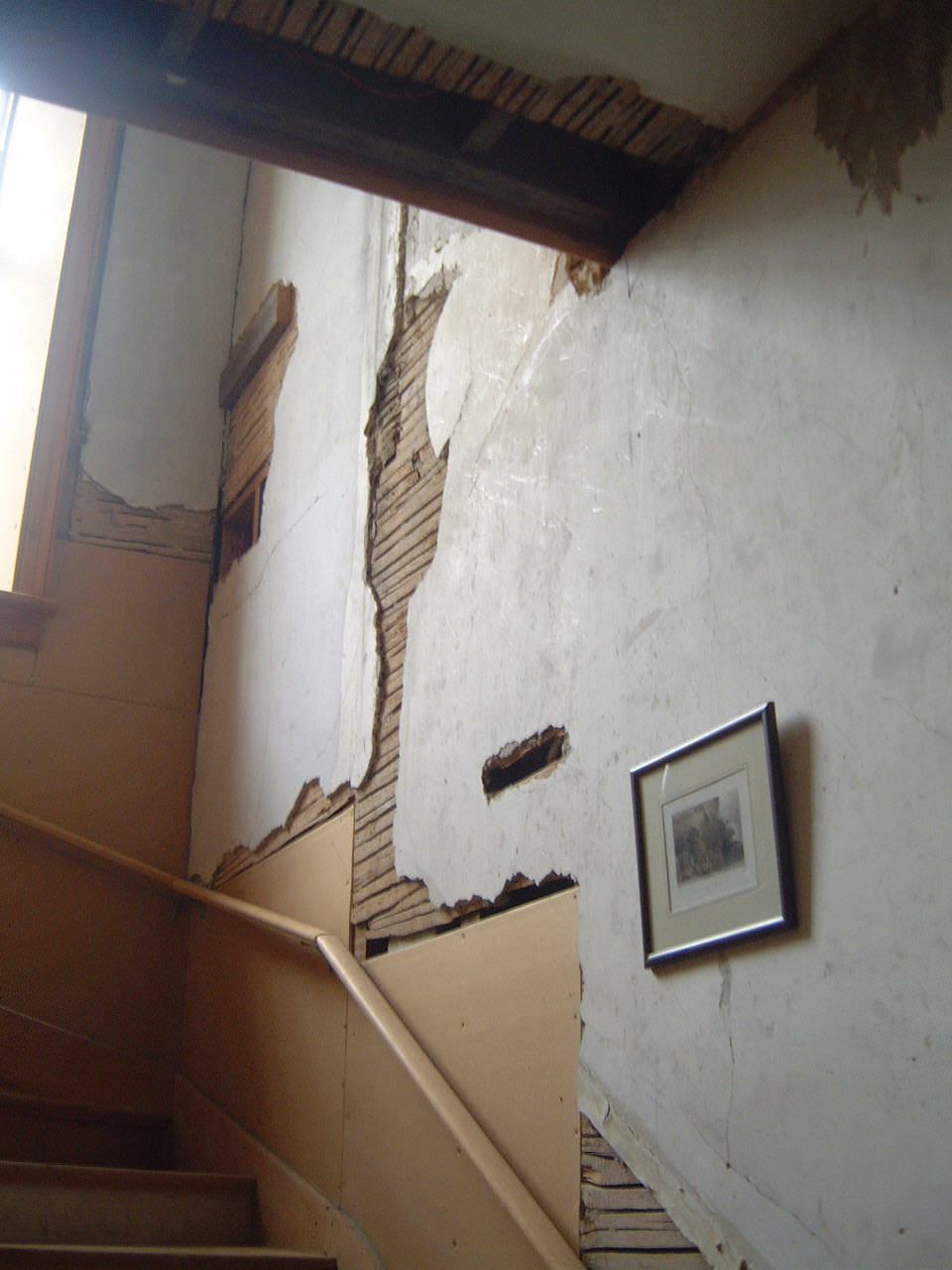
Pared en refacción, parcialmente enfoscada de yeso.

El crédito refaccionario es el crédito hipotecario que se origina por el anticipo de la financiación, o del pago de los costes, bien de la rehabilitación o reedificación (refacción) de un inmueble, o bien por su nueva construcción, de modo que el acreedor refaccionario que ha costeado el aumento del valor del inmueble, como consecuencia de la obra, y que ha soportado el anticipo, adquiere un derecho de realización preferente sobre el inmueble construido o mejorado, en garantía de la devolución del anticipo costeado.

## Anotación del crédito refaccionario
Por esa aludida finalidad de garantía, el acreedor refaccionario goza de la facultad de registrar su título como carga especialmente ligada al inmueble refaccionado, en el Registro de la propiedad, de tal modo que tal registración comienza como una simple cautela (anotación) que puede convertirse en hipoteca.

## El juicio pericial
El llamado juicio pericial es el procedimiento judicial especial y típico de anotación de los créditos refaccionarios, aunque pueda ser instado por el acreedor refaccionario que ha soportado los costes de la construcción o rehabilitación del edificio, se tiene que contar con el consentimiento del dueño del inmueble, con la voluntad de la propiedad de la finca. No es posible ordenar judicialmente contra la voluntad del dueño la anotación de un crédito refaccionario mediante resolución con forma procesal de providencia (dictada en el limitadísimo proceso atípico previsto en los arts. 61 y siguientes de la Ley Hipotecaria y 157 del Reglamento Hipotecario), sino que para suplantar judicialmente esa falta de voluntad del dueño sería precisa una sentencia dictada en un procedimiento contradictorio plenario, resultante del ejercicio de una acción declarativa ordinaria iniciada para suplir la negativa o la ausencia del dueño. Lo mismo deviene del contenido del art. 158 del Reglamento Hipotecario, según el cual este juicio pericial especial de la Ley Hipotecaria tiene que formularse por el propietario, y si se insta por el acreedor deberá contarse con el consentimiento de aquel.